# ورلوس
ورلوس (به فرانسوی: Verlus) یک کمون در فرانسه است که در Canton of Riscle واقع شده‌است.

## خصوصیات
ورلوس ۶٫۱۹ کیلومترمربع مساحت و ۹۹ نفر جمعیت دارد و ۲۱۰ متر بالاتر از سطح دریا واقع شده‌است.